# Ierocle (retore)
Ierocle (Alabanda, ... – ...; fl. II-I secolo a.C.) è stato un retore greco antico.

## Biografia
Fratello di Menecle, nacqua ad Alabanda, in Caria, e fu di poco antecedente a Cicerone. Insieme al fratello e ad altri è considerato da Cicerone tra i maggiori esponenti dell'asianesimo. Di lui non ci rimane nulla, sappiamo però che le sue orazioni circolavano ancora al tempo di Cicerone.